# While We Wait
While We Wait è il terzo mixtape della cantante statunitense Kehlani, pubblicato il 22 febbraio 2019.

## Tracce
1. Footsteps (feat. Musiq Soulchild) – 4:33
2. Too Deep – 2:47
3. Nunya (feat. Dom Kennedy) – 4:04
4. Morning Glory – 2:59
5. Feels – 3:01
6. Nights like This (feat. Ty Dolla Sign) – 3:22
7. RPG (feat. 6lack) – 3:56
8. Butterfly – 2:47
9. Love Language – 3:33